# Gare de Vignory
La gare de Vignory est une gare ferroviaire française de la ligne de Blesme - Haussignémont à Chaumont, située au quartier de La Gare sur le territoire de la commune de Vignory, dans le département de la Haute-Marne en région Grand Est. 
C'est une halte ferroviaire de la Société nationale des chemins de fer français (SNCF) desservie par des trains TER Grand Est.

## Situation ferroviaire
Établie à 228 m d'altitude, la halte de Vignory est située au point kilométrique (PK) 284,625 de la ligne de Blesme - Haussignémont à Chaumont, entre les gares de Froncles et de Vraincourt - Viéville.

## Fréquentation
Selon les estimations de la SNCF, la fréquentation annuelle de la gare figure dans le tableau ci-dessous
.
| Année     | 2015  | 2016  | 2017  | 2018  | 2019  | 2020  | 2021  | 2022  | 2023  | 2024  |
| --------- | ----- | ----- | ----- | ----- | ----- | ----- | ----- | ----- | ----- | ----- |
| Voyageurs | 4 292 | 4 669 | 4 116 | 2 904 | 4 056 | 3 497 | 3 397 | 2 471 | 2 009 | 1 900 |

## Service des voyageurs

### Accueil
Halte SNCF, c'est un point d'arrêt non géré (PANG) à accès libre.
La traversée des voies et le passage d'un quai à l'autre s'effectue par le passage à niveau routier.

### Desserte
Vignory est desservie par les trains TER Grand Est qui effectuent des missions entre les gares de Saint-Dizier et de Chaumont.

### Intermodalité
Le stationnement des véhicules est possible à proximité. Elle est desservie par des cars TER Grand Est de la ligne Joinville - Chaumont.